# Globally Unique Identifier
Globally Unique Identifier (GUID) är en typ av identifierare som används i programvara och som är tänkt att vara globalt unikt. Termen Universally Unique Identifier (UUID) förekommer också. Det totala antalet unika nycklar är 2128 (cirka 3,4×1038) så sannolikheten för att samma tal genereras fler än en gång är mycket liten. Om varje människa på jorden genererade 600 miljoner nycklar skulle sannolikheten för att två likadana genereras ligga på 50%. En nyckel innehåller oftast 128 bitar.
En GUID är uppbyggd av 32 hexadecimala siffror och 4 bindestreck och ser ut på följande sätt, 123e4567-e89b-12d3-a456-426655440000